# 111 î.Hr.

## Nașteri
- Spartacus, conducător în revolta gladiatorilor împotriva Romei, de origine tracă (d. 71 î.Hr.)